# Турн-и-Таксис, Альберт (1867—1952)
Альберт Мария Иосиф Максимилиан Ламораль Турн-и-Таксис (нем. Albert Maria Joseph Maximilian Lamoral von Thurn und Taxis; 8 мая 1867, Регенсбург — 22 января 1952, Регенсбург, Бавария) — 8-й князь Турн-и-Таксис в 1885—1952 годах.

## Биография
Альберт — младший из четырёх детей наследного принца Максимилиана Антона Турн-и-Таксиса и герцогини Елены Баварской. Отец Альберта умер спустя несколько недель после его рождения, а после смерти деда, князя Максимилиана Карла Турн-и-Таксиса новым князем Турн-и-Таксисом стал несовершеннолетний брат Альберта Максимилиан Мария. Регентом при нём была назначена мать Елена Баварская.
Альберт провёл детство во дворце наследного принца на площади Бисмаркплац в Регенсбурге. Он получил обычное для аристократов того времени «универсальное образование», прослушал курс лекций по юриспруденции, экономике и искусствоведению в Вюрцбургском, Фрайбургском и Лейпцигском университетах. Брат Максимилиан Мария умер в 22 года, и 18-летний Альберт наследовал ему при регенте матери. 8 мая 1888 года объявленный совершеннолетним Альберт вступил в неограниченные права главы княжеского дома Турн-и-Таксис. На этот момент князь Альберт ещё не был женат. Венчание князя Альберта Турн-и-Таксиса с эрцгерцогиней Маргаритой Клементиной Австрийской состоялась 15 июля 1890 года в часовне Зигмунда в Будайском замке в Будапеште. Супруги прожили вместе более 60 лет. У них родилось семь сыновей и одна дочь. Согласно «Ежегоднику миллионеров Вюртемберга с Гогенцоллернами» Альберт Турн-и-Таксис в 1914 году был самым богатым человеком в Вюртемберге, его состояние оценивалось в 270 млн марок, в то время как король Вюртемберга Вильгельм II владел в том же году 36 млн марок.
В историю родного Регенсбурга князь Альберт Турн-и-Таксис вошёл благотворителем и меценатом искусства. Зимой 1919 года князь организовал питание нуждающихся. После Второй мировой войны князь Альберт открыл все свои дворцы в Регенсбурге и его окрестностях для размещения беженцев. Князь Альберт поддерживал культурную жизнь в городе, сам играл на фортепьяно и органе. Князь Альберт был похоронен в княжеской усыпальнице в аббатстве Святого Эммерама.

## Дети
- Франц Иосиф (1893—1971), женат на Изабелле Марии Португальской
- Иосиф Альберт (1895—1895)
- Карл Август (1898—1982), женат на Марии Анне Португальской
- Людвиг Филипп (1901—1933), женат на Елизавете Люксембургской (1901—1950)
- Макс Эммануэль[нем.], впоследствии известный как патер Эммерам (1902—1994)
- Елизавета Елена (1903—1976), замужем за Фридрихом Кристианом Саксонским
- Рафаэль Райнер[нем.] (1906—1993), женат на Маргарите Турн-и-Таксис
- Филипп Эрнст (1908—1964), женат на Евлалии Турн-и-Таксис (1908–1993)